# Calamus schaeferianus
Calamus schaeferianus är en enhjärtbladig växtart som beskrevs av Karl Ewald Maximilian Burret. Calamus schaeferianus ingår i släktet Calamus och familjen Arecaceae. Inga underarter finns listade i Catalogue of Life.